# Legge di Ampère
In fisica, nell'ambito dell'elettromagnetismo, il teorema di Ampère è una legge fisica che afferma che l'integrale lungo una linea chiusa (ossia la circuitazione) del campo magnetico è uguale alla somma delle correnti elettriche a essa concatenate moltiplicata per la costante di permeabilità magnetica del vuoto {\displaystyle \mu _{0}}. Fu formulato da André-Marie Ampère nel 1826. e nel 1861 James Clerk Maxwell la ricavò utilizzando un approccio analogo a quanto solitamente usato in fluidodinamica, e per questo la legge va sotto il nome di Legge di Ampère-Maxwell. Nell'ambito dell'unificazione teorica delle leggi dell'elettromagnetismo si tratta della quarta equazione di Maxwell.

## La legge
La legge di Ampère può essere espressa sia in termini del campo magnetico nel vuoto {\displaystyle \mathbf {B} }, sia in termini del campo magnetico nei materiali {\displaystyle \mathbf {H} }. Nel secondo caso gli effetti di polarizzazione magnetica sono compresi nella definizione di {\displaystyle \mathbf {H} =\mathbf {B} /\mu _{0}-\mathbf {M} }, e la corrente che genera il campo è composta dalle sole correnti "libere", mentre nel primo caso si deve tenere conto esplicitamente anche delle correnti di polarizzazione. 
La legge afferma che l'integrale lungo una linea chiusa {\displaystyle \partial S} del campo magnetico {\displaystyle \mathbf {B} } è uguale alla somma algebrica delle correnti elettriche {\displaystyle I_{i}} concatenate a {\displaystyle \partial S} moltiplicata per la costante di permeabilità magnetica del vuoto {\displaystyle \mu _{0}}:
{\displaystyle \oint _{\partial S}\mathbf {B} \cdot \mathrm {d} \mathbf {r} =\mu _{0}\sum _{i}I_{i}=\mu _{0}I}
In termini della corrente {\displaystyle I'} relativa a {\displaystyle \mathbf {H} } si ha:
{\displaystyle \oint _{\partial S}\mathbf {H} \cdot \mathrm {d} \mathbf {r} =I'}
Le correnti concatenate devono essere prese col segno positivo o negativo a seconda che vedano circolare intorno a sé la linea rispettivamente in senso antiorario o orario. Se la concatenazione di una corrente è multipla, la somma dovrà considerare ogni concatenazione.
Poiché la corrente netta che passa attraverso le superfici {\displaystyle S} delimitate dalla curva chiusa {\displaystyle \partial S} è il flusso di una densità di corrente elettrica {\displaystyle \mathbf {J} =\rho \mathbf {v} }, in cui {\displaystyle \mathbf {v} } è la velocità delle cariche che compongono la corrente e {\displaystyle \rho } la loro densità volumica, la legge di Ampère si scrive:
{\displaystyle \oint _{\partial S}\mathbf {B} \cdot \mathrm {d} \mathbf {r} =\mu _{0}\int _{S}\mathbf {J} \cdot \mathrm {d} \mathbf {S} =\mu _{0}I\qquad \oint _{\partial S}\mathbf {H} \cdot \mathrm {d} \mathbf {r} =\int _{S}\mathbf {J} '\cdot \mathrm {d} \mathbf {S} =I'}
La relazione sancisce il legame tra le correnti elettriche e il campo magnetico da esse prodotto nel caso stazionario. Il fatto che tale integrale non sia nullo significa, per definizione, che il campo magnetico non è un campo conservativo, a differenza del campo elettrostatico o del campo gravitazionale.
Utilizzando il teorema del rotore:
{\displaystyle \oint _{\partial S}\mathbf {H} \cdot \mathrm {d} \mathbf {r} =\int _{S}\nabla \times \mathbf {H} \cdot \mathrm {d} \mathbf {S} =\int _{S}\mathbf {J} \cdot \mathrm {d} \mathbf {S} }
eguagliando gli integrandi si ottiene la forma locale della legge di Ampère:
{\displaystyle \nabla \times \mathbf {H} =\mathbf {J} }
che costituisce la quarta equazione di Maxwell nel caso stazionario.

## Caso non stazionario
La relazione {\displaystyle \nabla \times \mathbf {B} =\mu _{0}\mathbf {J} } vale solamente nel caso stazionario, come si mostra applicando la divergenza a entrambi i membri. Per il primo si ha {\displaystyle \nabla \cdot (\nabla \times \mathbf {B} )=0}, e quindi si deve verificare che anche {\displaystyle \nabla \cdot \mathbf {J} } sia nulla. Tuttavia l'equazione di continuità per la corrente elettrica:
{\displaystyle \nabla \cdot \mathbf {J} =-{\frac {\partial \rho }{\partial t}}}
impone che {\displaystyle \nabla \cdot \mathbf {J} } sia nulla solo quando {\displaystyle \partial \rho /\partial t=0}, cioè solo nel caso stazionario.
L'estensione della legge di Ampère al caso non stazionario mostra come un campo elettrico variabile nel tempo sia sorgente di un campo magnetico.
Inserendo la prima legge di Maxwell nell'equazione di continuità si ottiene:
{\displaystyle 0=\nabla \cdot \mathbf {J} +{\frac {\partial \rho }{\partial t}}=\nabla \cdot \left(\mathbf {J} +\varepsilon _{0}{\frac {\partial \mathbf {E} }{\partial t}}\right)}
dove il termine:
{\displaystyle \mathbf {J} _{s}=\varepsilon _{0}{\frac {\partial \mathbf {E} }{\partial t}}}
è detta densità di corrente di spostamento, e si somma alla densità di corrente nel caso non stazionario.
Inserendo la densità di corrente generalizzata così ottenuta nella legge di Ampère:
{\displaystyle \mathbf {\nabla \times B} =\mu _{0}\left(\mathbf {J} +\varepsilon _{0}{\frac {\partial \mathbf {E} }{\partial t}}\right)}
si ottiene la quarta equazione di Maxwell nel vuoto. Tale espressione mostra come anche la variazione temporale di un campo elettrico sia sorgente di un campo magnetico.
In questo modo è anche verificata la proprietà per la quale la divergenza del rotore di qualsiasi campo vettoriale derivabile due volte è sempre nulla, in accordo con quanto afferma il teorema del flusso per il campo magnetico. L'equazione di Maxwell risulta essere in questo modo più generale, in quanto tiene in considerazione non solo la corrente elettrica come sorgente del campo magnetico, rappresentata dalla densità di corrente {\displaystyle \mathbf {J} }, ma anche la variazione del campo elettrico nel tempo, rappresentata dal termine contenente la derivata del campo elettrico rispetto al tempo.
Nel caso non ci si trovi più nel vuoto, la legge di Ampère-Maxwell assume la forma più generale:
{\displaystyle \nabla \times \mathbf {H} =\mathbf {J} +{\frac {\partial \mathbf {D} }{\partial t}}}
dove {\displaystyle \mathbf {D} } è il vettore di induzione elettrica e {\displaystyle \mathbf {H} } l'intensità di campo magnetico nella materia.